# Медовая (село)
Медовая (укр. Медова) — село в Козовской поселковой общине Тернопольского района Тернопольской области Украины.
До 2020 года входило в Козовский район.
Код КОАТУУ — 6123080402. Население по переписи 2001 года составляло 372 человека.

## Географическое положение
Село Медовая находится на правом берегу реки Стрыпа,
выше по течению на расстоянии в 0,5 км расположено село Золочевка,
ниже по течению на расстоянии в 0,5 км расположено село Будилов.

## История
- 1503 год — дата основания.

## Объекты социальной сферы
- Школа I—II ст.
- Клуб.
- Фельдшерско-акушерский пункт.